# ラハイナ (DEPAPEPEの曲)
「ラハイナ」は、日本のバンドDEPAPEPEの3枚目のシングルである。2006年3月15日発売。発売元はSME Records。

## 概要
- 「ラハイナ」はハワイ語で「灼熱の太陽」を意味する。

## 収録曲
1. ラハイナ(3:32)
作曲：DEPAPEPE、編曲：DEPAPEPE・中村太知
2. きっとまたいつか(4:56)
作曲：DEPAPEPE、編曲：DEPAPEPE・中村太知
3. JAC(K) IN THE BOX(2:51)
作曲：DEPAPEPE、編曲：DEPAPEPE・中村太知

## 収録アルバム

### ラハイナ
- オリジナル『Ciao!Bravo!!』（2006年4月19日）
- サントラ『映画「キャッチ ア ウェーブ」オリジナル・サウンドトラック』（2006年5月24日）
※CW version
- コンセプト『デパナツ ～drive!drive!!drive!!!～』（2008年7月30日）
※CW ver

### きっとまたいつか
- オリジナル『Ciao!Bravo!!』（2006年4月19日）
※album version
- コンセプト『デパフユ～晴れ 時どき 雪～』（2008年11月26日）

## タイアップ
- ラハイナ：ワーナーブラザース映画配給映画「キャッチ ア ウェーブ」メインテーマ
- ラハイナ:テレビ神奈川『saku saku』 2006年3月度エンディングテーマ
- きっとまたいつか：日本テレビ系ドラマ「ハチ」挿入歌